# Bedřich Štěpánek
Bedřich Štěpánek (5. února 1884 Praha – 1943 San Francisco, USA) byl český diplomat Rakouska-Uherska, posléze Československa, klíčový člen Maffie, organizace tzv. Prvního československého odboje okolo Tomáše Garrigue Masaryka. V letech 1921 až 1923 působil jako první řádný vyslanec ČSR ve Spojených státech amerických, kde se posléze usadil.

## Život

### Mládí
Narodil se v Praze do zaopatřené rodiny pražského krupaře a mlynáře Václava Štěpánka a Marie, rozené Kopecké. Rodiče pocházeli z okolí jihočeských Votic. Po vychození Obecné školy absolvoval reálné gymnázium v Truhlářské ulici, následně vystudoval Právnickou fakultu Karlo-Ferdinandovy univerzity a získal titul JUDr.. Od mládí projevoval velké jazykové nadání, začal tedy následně studovat vídeňskou Orientální akademii (později c. a k. Konzulární akademie ve Vídni), prestižní rakouskou instituci pro vzdělávání budoucích diplomatů. Po roce pak odjel do Paříže studovat na diplomatickém oddělení École libre de Sciences politiques (Vysoké školy politických věd), studijně se pohyboval také v Moskvě. Postupně pak Štěpánek dosáhl znalosti několika světových jazyků, včetně němčiny, francouzštiny či angličtiny. Od roku 1906 cestoval, navštívil řadu zemí ve východní Evropě, na Balkáně a také tureckou část Osmanské říše.

### Diplomat
Roku 1910 vstoupil Štěpánek státních služeb a byl zaměstnán rakouským ministerstvem zahraničí ve Vídni. Po krátkém působení v Hamburku a Smyrně byl od roku 1911 umístěn jako rakousko-uherský atašé v Cařihradu, tehdejším hlavním městě Osmanské říše. Roku 1913 byl pak povýšen do funkce vicekonzula.

### Tajemník Maffie
Štěpánek se jakožto český vlastenec rovněž po vypuknutí první světové války a na osobní intervenci divadelního režiséra Jaroslava Kvapila zapojil do aktivit tajné organizace Maffie kolem exilové skupiny Tomáše Garrigue Masaryka, Edvarda Beneše a Milana Rastislava Štefánika zasazujících se o vznik samostatného Československa. Působil pak jako tajemník Maffie, jakožto držitel rakouského diplomatického pasu mohl převážet vzkazy z vlasti pro ústředí organizace během cest do politicky neutrálního Nizozemska. Z obav a nedůvěry jeho nadřízených byl pak Štěpánek roku 1915 stažen z Cařihradu do Dortmundu, od léta 1916 byl pak de facto vyřazen z aktivní diplomatické služby a pobýval v Praze. To souviselo též i s tzv. Štěpánkovou aférou, při které v jeho vlastnictví byla zadržena řada důkazů, na základě kterých byli zatčeni a souzeni někteří členové Maffie, například Karel Kramář (zde se jedná o shodu jmen s aktérem kauzy, profesorem K. Štěpánkem). Spolu s Jaroslavem Kvapilem a Přemyslem Šámalem spolupracoval na vzniku a redakci Manifestu českých spisovatelů vydaného 17. května 1917. Rovněž byl v kontaktu s inženýrem J. Dvořáčkem, zaměstnancem zbrojovky v rakouském Wöllersdorfu, který pro Maffii získával cenné špionážní informace o vojenském průmyslu Rakouska-Uherska. Spolupodílel se také na organizaci několika českých manifestací na jaře 1918. V interní komunikaci byl označován jako Silvestr.
Současně s těmito aktivitami se od roku 1917 Bedřich Štěpánek připravoval k emigraci a převozu důležitých materiálů odboje do Paříže, kde měl spolu s TGM a Benešem doplnit ústřední trojici Maffie a nadále pracovat pro odboj v zahraničí. V červnu 1918 se přesunul na chorvatský ostrov Hvar, kde měl dle původního záměru vyzvednut francouzskou ponorkou, která jej měla do Francie dopravit, Benešovi se však nepovedlo francouzskou podporu vyjednat, což ovšem Štěpánek nevěděl. Po několika měsících čekání se z obav o podezření kvůli dlouhodobé nepřítomnosti v Praze rozhodl podstoupit začátkem října 1918 riskantní plavbu přes úsek přibližně 120 kilometrů napříč Jaderským mořem na malé rybářské loďce, která i přes noční bouři byla úspěšná. V Itálii byl nicméně Štěpánek zadržen a na tři týdny internován ve vězení v Římě. 27. října byl na intervenci diplomata Emanuela Vosky propuštěn, ihned pak odcestoval do Československa, které oficiálně vzniklo následujícího dne, 28. října 1918.
V lednu 1919 byl Štěpánek pověřen v Benešově nepřítomnosti organizací a řízením rezortu ministra zahraničních věcí. Spoluvytvářel strukturu a personální složení ministerstva a vznikajícího diplomatického sboru, vedle Beneše byl jedním z nejvlivnějších osob ministerstva. Během sporů s Polskou republikou o Těšínsko vedl v červenci 1919 vyjednávací misi na jednání v Krakově.

### Vyslanec ve Spojených státech
V roce 1921 byl po počátečních úvahách na umístění jako vyslanec ve Varšavě jmenován vyslancem ČSR ve Spojených státech amerických, kde nahradil dosavadně působícího chargé d’affaires a.i. Jana Masaryka. Ve Washingtonu D.C. započal s budováním a reorganizací celého úřadu. Záhy se však dostal do ostrých sporů se svými podřízenými, bylo na něj adresováno několik stížností. Rovněž lze spekulovat o nepohodlnosti Štěpánkovy vlivné osoby na tak důležitém postu. Štěpánek roku 1923 funkci opustil, nahradil jej František Chvalkovský. Do Československa se již nevrátil a nijak dále nespolupracoval ani s československou administrativou.

### Úmrtí
Bedřich Štěpánek zemřel v ústraní roku 1943 v San Franciscu v Kalifornii.